# Lars Aagaard

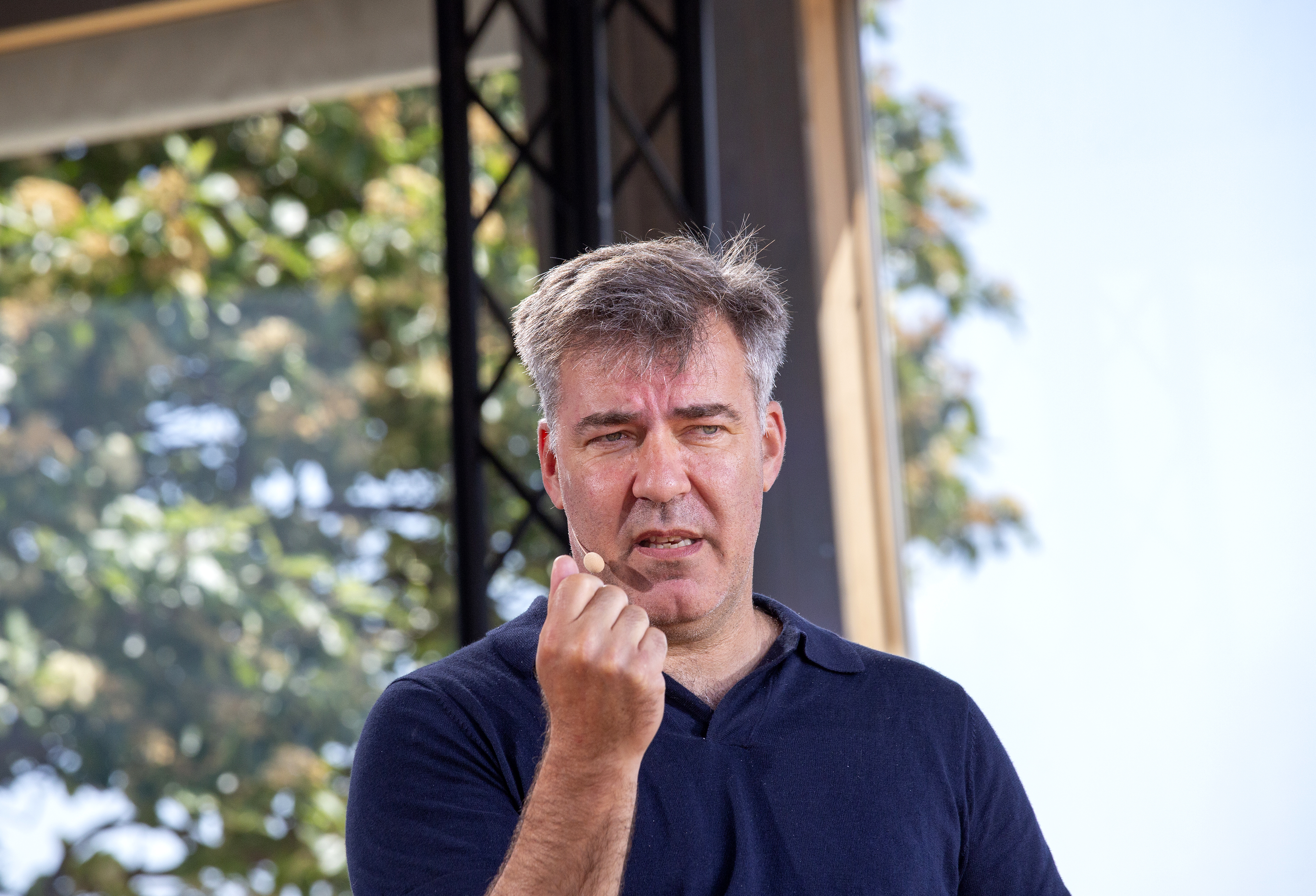
Lars Aagaard (2023)

Lars Aagaard (* 13. August 1967 in Odense) ist ein dänischer Politiker und Lobbyist. Seit 15. Dezember 2022 ist er für die Moderaten Minister für Klima, Energie und Versorgung.

## Leben
1994 erwarb Aagaard einen Masterabschluss in Betriebswirtschaft von der Universität Roskilde. Nach einer Tätigkeit am dänischen Institut für Technologie und als Beamter im dänischen Wirtschaftsministerium, wechselte er zu Dansk Energi, dem Branchenverband dänischer Energieunternehmen, wo er die Abteilung für Umwelt und Klima leitete. Ab 2006 war er Vizedirektor, ab 2009 Direktor der Organisation.
Aagaard ist verheiratet und hat zwei Töchter.

## Politische Karriere
In seiner Jugend war Aagaard für die links-liberale Det Radikale Venstre aktiv.
Nach der Regierungsbildung im Zuge der Folketingswahl 2022 nominierte ihn der Vorsitzende der Moderaten, Lars Løkke Rasmussen als Minister für Klima, Energie und Versorgung in der Koalitionsregierung mit Sozialdemokraten und Venstre. Am 15. Dezember 2022 trat er sein neues Amt an. Er ist einer von zwei Ministern im Kabinett Frederiksen II, die nicht gleichzeitig noch Folketingsabgeordneter sind.